# Triploidite
La triploidite è un minerale.